# Radioåret 1946

## Händelser

### Februari
- Astrid Lindgrens Pippi Långstrump läses upp i SR [1]

### Juli
- Radio Canada International inleder sändningar på danska och svenska en gång i veckan. De pågår fram till 1961.

### Oktober
- 16 oktober  – Philco Radio Time med Bing Crosby debuterar på ABC, med Bob Hope som as Bings första gäst[2]

### November
- 29 november - Serien The Guiding Light avslutas i NBCradio, och börjar sändas den 2 juni 1947 i CBSradio.

## Radioprogram

### Sveriges Radio
- 9 februari - Premiär för Frukostklubben med Sigge Fürst.

## Födda
- 3 juni - Marika Rennerfelt, svensk programledare
- 1 september - Stefan Wermelin, svensk programledare

### Fotnoter
1. ↑  ”Astrid Lindgren”. http://www.astridlindgren.se/mer-fakta/utvalda-artal. Läst 21 mars 2011.
2. ↑  "Network Radio Days" (events with Bing Crosby),
   2006, webpage:
   MCCKC-Crosby Arkiverad 21 augusti 2006 hämtat från the Wayback Machine..